# Château Damaskin à Hajdučica
Le château Damaskin à Hajdučica (en serbe cyrillique : Дворац Дамаскин у Хајдучици ; en serbe latin : Dvorac Damaskin u Hajdučici) est situé à Hajdučica, dans la province de Voïvodine, dans la municipalité de Plandište et dans le district du Banat méridional, en Serbie. Il est inscrit sur la liste des monuments culturels de grande importance de la république de Serbie (identifiant no SK 1114).

## Présentation

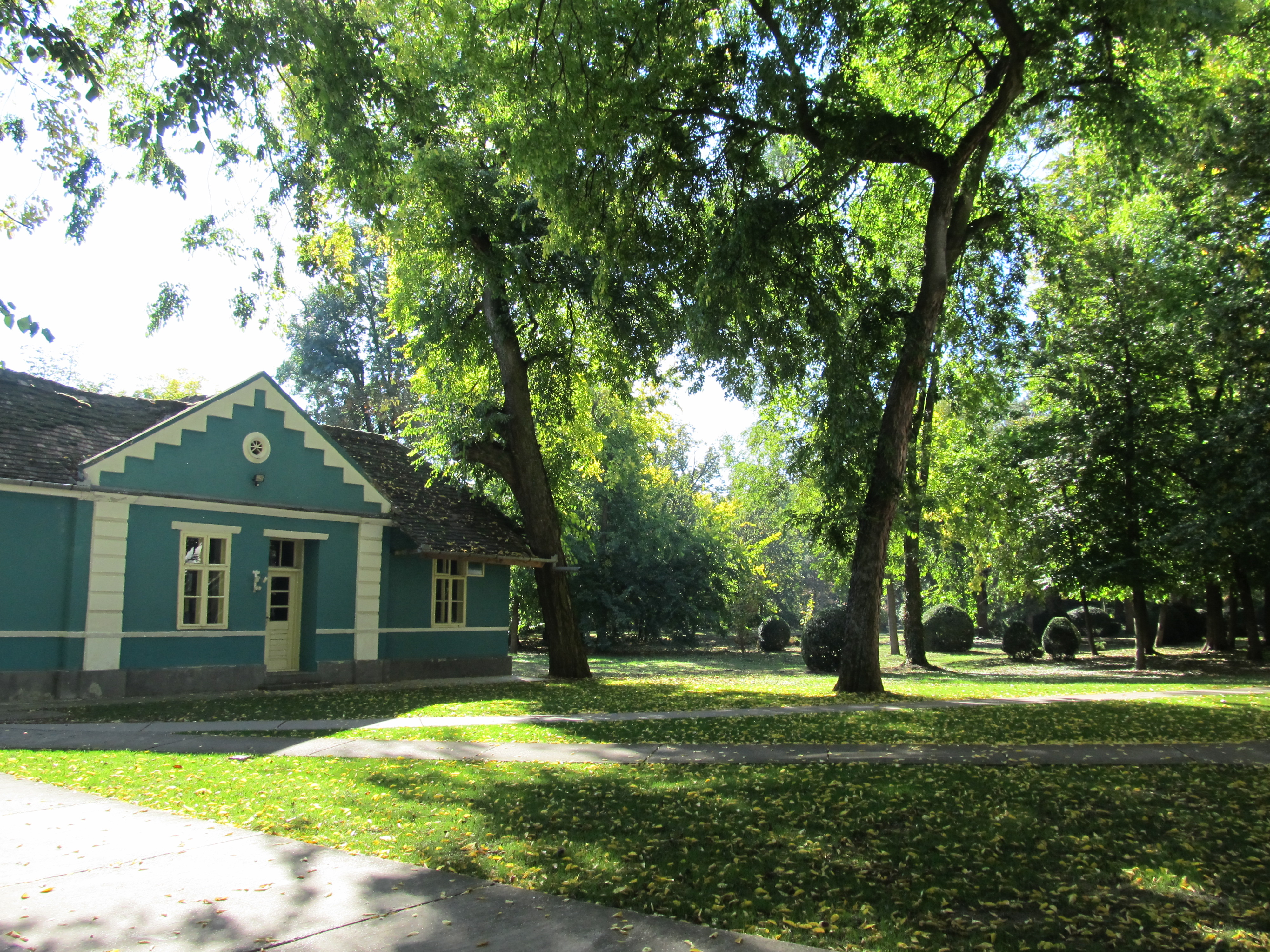
Dépendance dans le parc du château

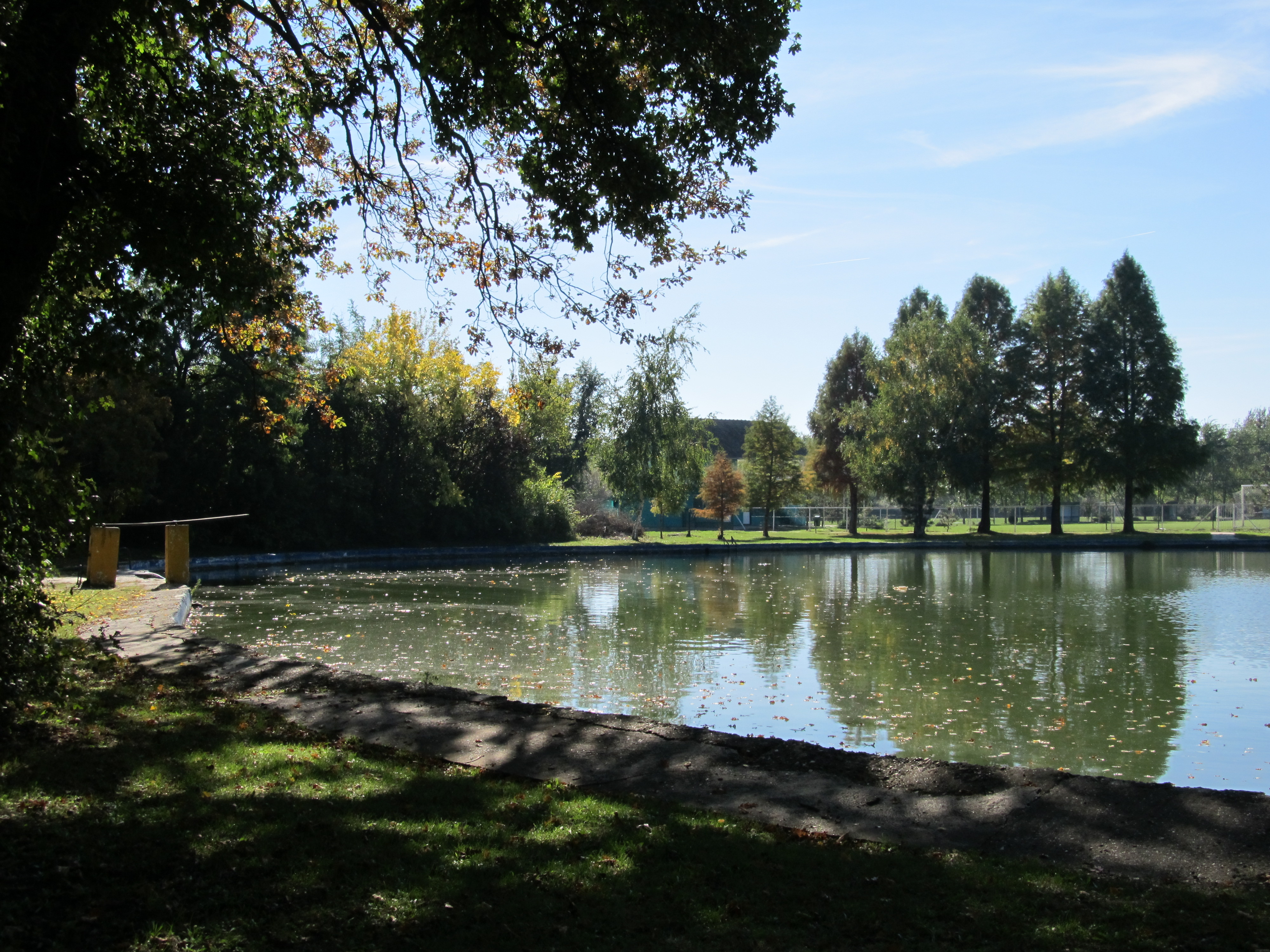
Le lac dans le parc

Le château, entouré d'un parc, est constitué d'un seul rez-de-chaussée. Il a été construit en 1911 pour Lazar Dunđerski dans un style académique inspiré par le néo-classicisme. La symétrie de la façade est accentuée par un grand portique avec quatre colonnes doriques soutenant un fronton triangulaire juste orné d'un oculus servant à la ventilation. Un escalier et une rampe permettent d'accéder à un portail en plein cintre qui ouvre sur le hall central. Le hall conduit à une salle d'apparat est ornée d'une frise et de décorations en stuc ; elle donne sur une grande terrasse située de l'autre côté du château,.
Le porche de la façade sur le parc est doté de six colonnes doriques et d'un fronton sans décoration, tandis que la façade sur cour possède des avancées qui mettent en valeur le caractère massif du toit en tuiles. La corniche qui court sous le toit est richement profilée. Les fenêtres, disposées symétriquement, sont entourées par pilastres doriques peu profonds,.
Le sous-sol du château possède des voûtes « à la prussienne »,.

## État et usage actuels
Le château, le parc avec son lac et la forêt sont en bon état.
Lazar Dunđerski avait laissé en dot la propriété à sa fille Olga mais, après la Seconde Guerre mondiale, le bien a été nationalisé et donné en gérance à la société agricole Agrobanat. Les vergers et les vignes qui le constituaient ont disparu et le château sert aujourd'hui de siège administratif à la société PDP Hajdučica, une société agricole par actions cotée à la Bourse de Belgrade.